# Endless Lay
《Endless Lay(엔들리스 레이)》는 가수 이상은의 정규음반 10집이다. 일본에서 발매되고 한국에도 라이선스 되었다. 데뷔 이후 매앨범마다 실험과 변화를 모색하던 모습을 잠시 내려놓고, 아티스트의 눈으로 차분하게 바라본 세상의 변화와 시간의 흐름에 대해 노래한 앨범이다.

## 수록곡
전체 작사·작곡: Lee-Tzsche (이상은)
| #            | 제목                | 재생 시간 |
| ------------ | ------------------- | --------- |
| 1.           | 〈Endless Lay〉     | 4:35      |
| 2.           | 〈Green Tea Party〉 | 4:06      |
| 3.           | 〈오늘 하루〉       | 4:28      |
| 4.           | 〈Tomorrow〉        | 4:29      |
| 5.           | 〈Summer〉          | 5:02      |
| 6.           | 〈Morning Song〉    | 3:40      |
| 7.           | 〈삶〉              | 5:59      |
| 8.           | 〈A Prayer〉        | 5:53      |
| 9.           | 〈어린 날〉         | 5:51      |
| 10.          | 〈Get Over It〉     | 5:00      |
| 11.          | 〈Time Flies〉      | 5:12      |
| 총 재생 시간 | 총 재생 시간        | 54:15     |

## 관련 자료
- 'Endless Lay' 뮤직비디오
- '오늘하루' 편집영상
- 리채 활동시절 영상 : 2001년 2월 영국 미술유학中 10집앨범 프로모션차 귀국했을 때 인터뷰 영상